# سيلفيا لو
سيلفيا لو (بالإنجليزية: Sylvia Law)‏ هي مهندسة معمارية بريطانية، ولدت في 29 مارس 1931، وتوفيت في 1 أبريل 2004.